# Coppa di Lega 2021-2022 (pallavolo, Grecia)
La Coppa di Lega 2021-2022, 11ª edizione della Coppa di Lega, si è svolta dal 5 novembre 2021 al 13 maggio 2022: al torneo, intitolato alla memoria di Nikos Samaras, hanno partecipato otto squadre di club greche e la vittoria finale è andata per la seconda volta al Panathīnaïkos.

## Formula
La formula ha previsto quarti di finale, semifinale e finale, giocati con gare di andata e ritorno (coi punteggi di 3-0 e 3-1 sono stati assegnati 3 punti alla squadra vincente e 0 a quella perdente, col punteggio di 3-2 sono stati assegnati 2 punti alla squadra vincente e 1 a quella perdente; in caso di parità di punti dopo le due partite è stato disputato un golden set). Gli accoppiamenti fra le squadre per il primo turno e gli abbinamenti per i turni successivi sono stati sorteggiati il 13 settembre 2021.

## Squadre partecipanti
| - Filippos Veroias - Foinikas Syro - Kīfisia - Milōn | - OFĪ Creta - Olympiakos - Panathīnaïkos - PAOK |

## Torneo
|  | Quarti di finale | Quarti di finale | Quarti di finale |  |               | Semifinali    | Semifinali | Semifinali |  |      | Finale        | Finale | Finale |
|  |                  |                  |                  |  |               |               |            |            |  |      |               |        |        |
|  | Filippos Veroias | 0                | 0                |  |               |               |            |            |  |      |               |        |        |
|  | Filippos Veroias | 0                | 0                |  |               |               |            |            |  |      |               |        |        |
|  | Milōn            | 3                | 3                |  |               |               |            |            |  |      |               |        |        |
|  | Milōn            | 3                | 3                |  | Milōn         | 0             | 0          |            |  |      |               |        |        |
|  |                  |                  |                  |  | Milōn         | 0             | 0          |            |  |      |               |        |        |
|  |                  |                  |                  |  |               | PAOK          | 3          | 3          |  |      |               |        |        |
|  | Olympiakos       | 2                | 1                |  |               | PAOK          | 3          | 3          |  |      |               |        |        |
|  | Olympiakos       | 2                | 1                |  |               |               |            |            |  |      |               |        |        |
|  | PAOK             | 3                | 3                |  |               |               |            |            |  |      |               |        |        |
|  | PAOK             | 3                | 3                |  |               |               |            |            |  | PAOK | 3             | 0      |        |
|  |                  |                  |                  |  |               |               |            |            |  | PAOK | 3             | 0      |        |
|  |                  |                  |                  |  |               |               |            |            |  |      | Panathīnaïkos | 2      | 3      |
|  | OFĪ Creta        | 0                | 0                |  |               |               |            |            |  |      | Panathīnaïkos | 2      | 3      |
|  | OFĪ Creta        | 0                | 0                |  |               |               |            |            |  |      |               |        |        |
|  | Panathīnaïkos    | 3                | 3                |  |               |               |            |            |  |      |               |        |        |
|  | Panathīnaïkos    | 3                | 3                |  | Foinikas Syro | 2             | 1          |            |  |      |               |        |        |
|  |                  |                  |                  |  | Foinikas Syro | 2             | 1          |            |  |      |               |        |        |
|  |                  |                  |                  |  |               | Panathīnaïkos | 3          | 3          |  |      |               |        |        |
|  | Kīfisia          | 2                | 0                |  |               | Panathīnaïkos | 3          | 3          |  |      |               |        |        |
|  | Kīfisia          | 2                | 0                |  |               |               |            |            |  |      |               |        |        |
|  | Foinikas Syro    | 3                | 3                |  |               |               |            |            |  |      |               |        |        |
|  | Foinikas Syro    | 3                | 3                |  |               |               |            |            |  |      |               |        |        |

### Quarti di finale

#### Andata
| 7 novembre 2021 DAK Veroias Dīmītrios Vikelas, Veria Durata: ? - Spettatori: 20         | Filippos Veroias | 0 - 3 | Milōn         | 18-25, 15-25, 18-25               |
| 7 novembre 2021 Melina Merkourī Hall, Rentis Durata: 3h:00 - Spettatori: 133            | Olympiakos       | 2 - 3 | PAOK          | 25-11, 23-25, 21-25, 25-18, 12-15 |
| 7 novembre 2021 Vardinogianneio Athl. Kentro, Malevizi Durata: 1h:06 - Spettatori: ?    | OFĪ Creta        | 0 - 3 | Panathīnaïkos | 11-25, 21-25, 20-25               |
| 5 novembre 2021 Kleisto Stadio Iōannīs Zīrinīs, Kifisià Durata: 2h:11 - Spettatori: 100 | Kīfisia          | 2 - 3 | Foinikas Syro | 20-25, 25-16, 25-17, 21-25, 6-15  |

#### Ritorno
| 12 novembre 2021 Gym. Milōna Kroisos Persīs, Nea Smyrnī Durata: 1h:22 - Spettatori: 88  | Milōn         | 3 - 0 | Filippos Veroias | 25-23, 25-22, 25-14        |
| 14 novembre 2021 PAOK Sports Arena, Pylea-Chortiatis Durata: 1h:56 - Spettatori: 600    | PAOK          | 3 - 1 | Olympiakos       | 25-21, 25-23, 23-25, 25-18 |
| 16 novembre 2021 Kl. Gymnastīrio Agiou Thōma, Amarousio Durata: 1h:20 - Spettatori: 100 | Panathīnaïkos | 3 - 0 | OFĪ Creta        | 25-14, 25-19, 30-28        |
| 13 novembre 2021 KG Ermoupolīs D. Vikelas, Siro-Ermopoli Durata: 1h:20 - Spettatori: ?  | Foinikas Syro | 3 - 0 | Kīfisia          | 25-22, 25-20, 25-19        |

### Semifinali

#### Andata
| 29 dicembre 2021 Gym. Milōna Kroisos Persīs, Nea Smyrnī Durata: 1h:20 - Spettatori: 100 | Milōn         | 0 - 3 | PAOK          | 21-25, 24-26, 15-25               |
| 1º maggio 2022 Kl. Gymnastīrio Agiou Thōma, Amarousio Durata: 2h:22 - Spettatori: 300   | Panathīnaïkos | 3 - 2 | Foinikas Syro | 25-23, 22-25, 25-20, 28-30, 15-13 |

#### Ritorno
| 29 aprile 2022 PAOK Sports Arena, Pylea-Chortiatis Durata: 1h:09 - Spettatori: 70 | PAOK          | 3 - 0 | Milōn         | 25-15, 25-22, 25-17        |
| 5 maggio 2022 KG Ermoupolīs D. Vikelas, Siro-Ermopoli Durata: ? - Spettatori: 200 | Foinikas Syro | 1 - 3 | Panathīnaïkos | 22-25, 25-12, 21-25, 22-25 |

### Finale

#### Andata
| 9 maggio 2022 PAOK Sports Arena, Pylea-Chortiatis Durata: 2h:24 - Spettatori: 1 000 | PAOK | 3 - 2 | Panathīnaïkos | 28-26, 25-20, 22-25, 22-25, 15-9 |

#### Ritorno
| 13 maggio 2022 O.A.K.A. Olympic Indoor Hall, Amarousio Durata: 1h:31 - Spettatori: 4 000 | Panathīnaïkos | 3 - 0 | PAOK | 25-19, 27-25, 25-23 |